# Csendespatak
Csendespatak (1899-ig Stelbach, szlovákul: Tichý Potok, korábban Štelbach, németül: Stellbach) község Szlovákiában, az Eperjesi kerület Kisszebeni járásában.

## Fekvése
Eperjestől 42 km-re, Kisszebentől 25 km-re északnyugatra, a Tarca partján fekszik.

## Nevének eredete
Neve a német stihl (csendes) és bach (patak) szavakból származik. A magyar és a szlovák név is ennek tükörfordítása.

## Története
A falu temploma már a 14. században állt. 1427-ben „Stelbach” néven említik először, mint a Berzeviczy és Tarcsay család tarcsai uradalmának faluját, ekkor 8 portája volt. A 15. században a községbe román pásztorokat telepítettek, akik az ortodox vallást is magukkal hozták. Mellettük szintén keleti vallású ruszinok is éltek. A 16. században Csendespatak a közepes nagyságú falvak közé számított, már ekkor működött iskola is a faluban. A település 1682-ben leégett. 1787-ben 58 házát 409-en lakták.
A 18. század végén Vályi András így ír róla: „STELBACH. Tót falu Sáros Várm. földes Ura Berzeviczy Uraság, lakosai ó hitüek, fekszik Tarcza vize mellett, Berzeviczéhez közel, mellynek filiája; határja meglehetős, fája, réttye, legelője van, piatza sints meszsze.”
1828-ban 81 háza volt 600 lakossal. Lakói állattenyésztéssel, erdőgazdálkodással foglalkoztak. 1844-ben árvíz pusztította a falut.
Fényes Elek 1851-ben kiadott geográfiai szótárában így ír a városról: „Stelbach, orosz falu, Sáros vmegyében, Berzeviczéhez nyugotra 3/4 mfd. 17 r., 558 g. kath., 30 zsidó lak. Gör. paroch. templom. Földe kevés és sovány, de erdeje, szénája elég. F. u. többen. Ut. p. Bártfa.”
1908-ban is árvíz sújtotta. A trianoni diktátum előtt Sáros vármegye Héthársi járásához tartozott.
1922-ben és 1956-ban ismét árvizek pusztítottak a faluban. 

## Népessége
| Év:            | 1994. | 2004.   | 2014.    | 2024.   |
| -------------- | ----- | ------- | -------- | ------- |
| Emberek száma: | 419   | 397     | 339      | 331     |
| Eltérés:       |       | -5,25 % | -14,60 % | -2,35 % |

| Év:            | 2023. | 2024.   |
| -------------- | ----- | ------- |
| Emberek száma: | 327   | 331     |
| Eltérés:       |       | +1,22 % |

1910-ben 612, túlnyomórészt ruszin lakosa volt.
2001-ben 393 lakosából 332 szlovák és 34 ruszin volt.
2011-ben 348 lakosából 261 szlovák és 58 ruszin.

## Nevezetességei
- Görögkatolikus temploma a 14. század elején épült gótikus stílusban. 1696-ban újjáépítették, 1862-ben bővíttették.